# Arvidsjaur
Arvidsjaur è una cittadina (tätort) della Svezia settentrionale, situata nella contea di Norrbotten; è il capoluogo amministrativo della municipalità omonima.